# Karl Rautio
Karl "Kalle" Rautio (på ryska: Карл Эрикович Раутио), född 20 november 1889 i Ylistaro, död 15 december 1963 i Petrozavodsk, var en finländsk orkesterledare och kompositör, verksam i Sovjet-Karelen.
Rautios far och syskon emigrerade till USA medan Rautio och modern stannade kvar i Finland. Ganska snart återkom fadern hem sjuklig och avled när sonen var liten. Rautio, som redan trakterat instrument, flyttade 1903 till USA i hopp om att kunna studera musik. I flera år arbetade han i gruvor i Montana och Idaho, och avlade musikstudier i Chicago. Senare kunde han studera musik vid ett konservatorium i Kalifornien. Rautio var medlem av kommunistpartiet och tonsatte i synnerhet proletära dikter av Jalmari Virtanen och andra. Han var också musikalisk ledare för en finsk mötesplats i Astoria, Oregon.
1922 flyttade Rautio som medlem av ett fiskarkollektiv till sovjetiska Karelen. Musikern Lauri Jousinen ingick i samma kollektiv. Först bodde de vid Vita havet, men på grund av dåliga fiskevatten sökte sig kollektivet till Kaspiska havet. Omsider bosatte sig Rautio i Petrozavodsk. Han var musiklärare vid den finska lärarhögskolan och började sedan komponera symfonier. 1931 var han en av initiativtagarna till radions symfoniorkester i Petrozavodsk. I orkestern spelade flera amerikafinländska musiker och på radiostationen sjöng amerikafinländska artister som Jukka Ahti och Sirkka Rikka. 1927 och 1932 publicerade Rautio Sovjetunionens första finskspråkiga sångböcker för småskolan. 1938 var Rautio med om att grunda Sovjetkarelens första musikinstitut i Petrozavodsk, som 1971 uppkallades efter honom.
Den finländska populationen drabbades hårt av den stora terrorn och flera musiker ur symfoniorkestern arkebuserades. Rautio befann sig dock under sommaren 1938 i Uhtua (nuvarande Kalevala) och undgick att fängslas. Åren 1943–1950 var ledare för sång- och dansföreningen Kantele, som till följd av fortsättningskriget en tid var förlagd till Olonets. De finska soldaterna hade efterlämnat musikhäften från orkestern Dallapé, som Kantele använde.
Rautios söner blev också musiker. Erkki Rautio var ledare för Kantele och Roine, alumn från Leningrads konservatorium, skrev musik för både Kantele och karelska symfoniorkestern. Rautio kom emellertid att överleva sina tre söner. Kalle Rautio avled till följd av en båtolycka 1963.